# Moeko Nagaoka
Moeko Nagaoka (29 de dezembro de 1993) é uma basquetebolista profissional japonesa.

## Carreira
Moeko Nagaoka integrou a Seleção Japonesa de Basquetebol Feminino, na Rio 2016, que terminou na oitava posição.